# ガールパワー
ガールパワー（英語: girl power）は、少女同士の結束、少女と若い女性の中の独立独歩の態度などを表す言葉。フェミニズムの一環としても使われる。

## 初期の使用と語源
「ガールパワー」という言葉の初期使用の1つに、ロンドンに拠点を置く女性グループに属する「ミント・ジュレップス（Mint Juleps）」が1987年に発表した「Girl of the Power of 6」という曲がある。
「ガールパワー」という言葉は後にパンクバンド、ビキニ・キルによって、1991年のフェミニスト・ファン雑誌のタイトルとして使われた。ボーカルのキャスリーン・ハンナは「ブラック・パワー」運動に触発されたと語っている。この用語は1990年代前半と中頃のパンク・ロック文化で人気を博した。「ローリング・ストーン」は、スローガンに関連したファン雑誌と議題について書いている。「ビキニ・キルのファン雑誌は、彼らの音楽の外側と内側の若い女性のための議題を明記し、そのアイディアを実践した（皮肉なことに、ファン雑誌は後にイングランドのバブルガム・ポップバンド、スパイス・ガールズが選んだ『ガールパワー』スローガンを最初に作り出した）。ビキニ・キルはそのジャンルの特定の基準に対抗するために、パンクのアンダーグランドで評判を得た。例えば、女性が正面から押し出されず、女性にマイクを持ち、性的虐待について話すように呼びかけた。」。
この言葉は、最初はライオット・ガールに関連付けて「grrrl power」と綴られることがあった。ウェールズのバンド、ヘレン・ラブ、プラムステッドのパンクデュオ、シャンプーなどいくつかのバンドが1990年代初期に曲名に「ガールパワー」を採用している。

## スパイス・ガールズと学問

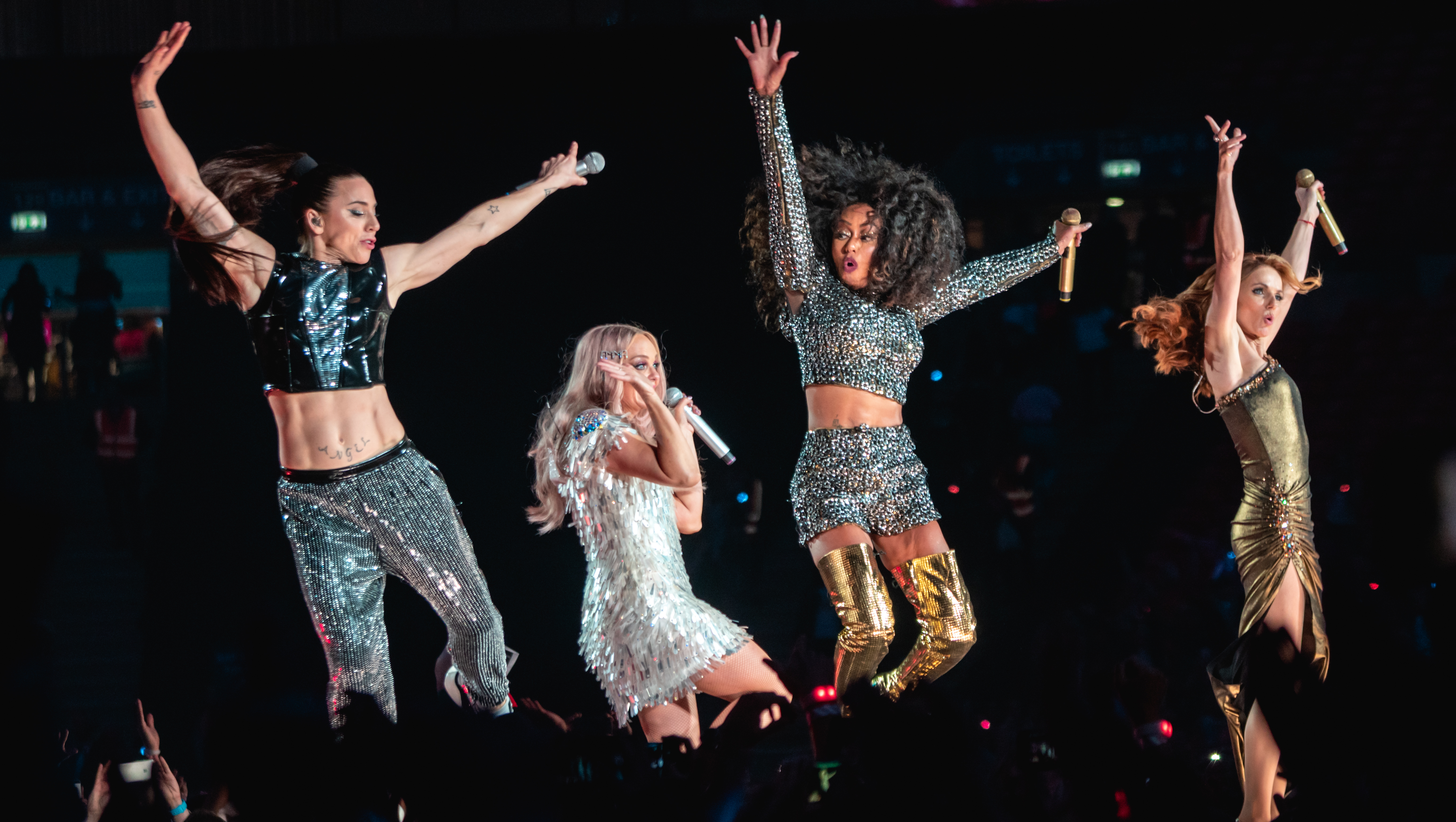
スパイス・ガールズ（2019年）

しかし、この言葉は1990年代半ばにイギリスの5人組ガール・グループ、スパイス・ガールズと共に主流となった。大学教授のスーザン・ホプキンスは2002年に著書「Girl Heroes：Popular Culture」の中で、20世紀末の「ガールパワー」スパイス・ガールズと女性アクション・ヒーローの相関関係を示唆している。スパイス・ガールズのメンバーであるジェリ・ハリウェルは、ガールパワーのイデオロギーの先駆者として、イギリス初の女性首相マーガレット・サッチャーを称賛している。

### オックスフォード英語辞典
2001年に『オックスフォード英語辞典』（OED）に「ガールパワー（girl power）」が追加された。この言葉は次のように定義されている。
「パワーを行使する女の子、その様。野心、自己主張、個人主義に現れた少女と若い女性の自立的態度。より広範に（特にスローガンとして）使用されるが、この言葉は特にポピュラー音楽に繰り返し関連付けられる。最も注目すべきは1990年代半ばに、アメリカ合衆国で短期間で著名な『ライオット・ガール』運動が行われたことである（ライオット・ガールを参照）。1990年代後半にはイギリスの女性グループ、スパイス・ガールズと結びついた。」
OEDはさらに、この用語の例として、雑誌「ドリームウォッチ」2001年3月24日号におけるテレビシリーズ『ダークエンジェル』に関する記事「Angel Delight」を引用している。
「1980年代のサラ・コナーとエレン・リプリーの後、1990年代のスーパー・ウーマン・フォーマットはあまり親切ではなかった－ジーナを除いて。しかし、それは2000年前になって新しくなった。チャーリーズ・エンジェルやグリーン・デスティニーが映画スクリーンで嵐を巻き起こしているが、ジェームズ・キャメロンは女性戦士をテレビのスクリーンに戻すことに成功した。そして、キャメロンは、彼のターミネーターやエイリアン2のキャラクターの冷酷なフェミニズムを、ブリトニー・スピアーズのコンサートで性的に興奮したガールパワーと融合することによってそれを行ったと言える。その結果が、ダークエンジェルだ。」